# Cumbum (ort i Indien, Tamil Nadu)
Cumbum är en ort i Indien.   Den ligger i distriktet Theni och delstaten Tamil Nadu, i den södra delen av landet, 2 100 km söder om huvudstaden New Delhi. Cumbum ligger 417 meter över havet och antalet invånare är 60 828.
Terrängen runt Cumbum är kuperad åt sydväst, men åt nordost är den platt. Runt Cumbum är det tätbefolkat, med 459 invånare per kvadratkilometer. Cumbum är det största samhället i trakten. Omgivningarna runt Cumbum är en mosaik av jordbruksmark och naturlig växtlighet.